# Anderson Varejão
Anderson França Varejão (* 28. September 1982 in Santa Teresa, Espírito Santo) ist ein brasilianischer Basketballspieler, der als Center oder Power Forward eingesetzt wird. Seine Stärken sind in der Defensive, unter anderem im Rebounding.

## Vereinskarriere
Schon mit 19 Jahren wurde Varejão in der brasilianischen ersten Liga zum wertvollsten Spieler der Saison 2001/02 gewählt, obwohl er bereits im Januar 2002 zum FC Barcelona gewechselt war, mit dem er 2003 das Euroleague-Finale erreichte. Nach einem weiteren Jahr wechselte er in die NBA zu den Cleveland Cavaliers. Bei der Draft war er zwar von den Orlando Magic ausgewählt, jedoch sofort weitertransferiert worden.
Nach zwei Saisons mit etwa 16 Minuten durchschnittlicher Spielzeit entwickelte sich Varejão 2006/07 zu einem wichtigen Faktor beim Finaleinzug der Cavaliers um LeBron James. Anschließend wurde er Restricted Free Agent und konnte anfangs mit den Cavaliers keine Einigung bei den Gehaltsverhandlungen erzielen. Erst im Dezember 2007, nachdem die Charlotte Bobcats ein Angebot vorgelegt hatten, unterschrieb er einen weiteren Vertrag bei Cleveland. In der Saison 2009/10 wurde er ins NBA All-Defensive Second Team gewählt.
In den folgenden Jahren wurde Varejão immer wieder durch schwere Verletzungen zurückgeworfen. Im Januar 2011 zog er sich einen Sehnenriss im Fuß zu, was für ihn das Ende der Saison bedeutete. Auch die folgende Spielzeit war für ihn bereits frühzeitig beendet, als er sich im Februar 2012 das rechte Handgelenk brach. 2012/13 führte Varejão die NBA mit 14,4 Rebounds pro Partie an, bevor er sich am 18. Dezember erneut verletzte. Zunächst wurde lediglich eine Knieprellung diagnostiziert, die sich jedoch als Riss des Quadrizeps herausstellte. Im Zuge der folgenden Rekonvaleszenz wurde bei ihm ein Blutgerinnsel in der Lunge entdeckt, sodass Varejão erneut für den Rest der Saison ausfiel. Im Dezember 2014 zog er sich einen Achillessehnenriss im linken Bein zu.
Im Februar 2016 wurde Varejao zu den Portland Trail Blazers transferiert und von diesen direkt entlassen. Daraufhin schloss er sich dem amtierenden Meister Golden State Warriors an.
Am 1. Mai 2021 hat Varejao einen Vertrag bei seinem ehemaligen Team, den Cleveland Cavaliers unterschrieben.

## Nationalmannschaftskarriere
Mit der brasilianischen Nationalmannschaft nahm Varejão an den Weltmeisterschaften 2002, wo er mit seinem zehn Jahre älteren Bruder Sandro Varejão zusammenspielte, 2006, 2010 und 2014 teil. Bei der WM 2006 fügte er dem Griechen Nikolaos Zisis durch einen Ellenbogencheck eine dreifache Fraktur des Jochbeins zu. Seine bislang größten Nationalmannschafts-Erfolge sind die Gewinne der Amerikameisterschaften 2005 und 2009. 2012 nahm Varejão erstmals an Olympischen Spielen teil.